# Rogassa (distrito)
Rogassa é um distrito localizado na província de El Bayadh, Argélia, e cuja capital é a cidade de mesmo nome, Rogassa. A população total do distrito era de 12 536 habitantes, em 1998.[carece de fontes?]

## Municípios
O distrito está dividido em três municípios:
- Rogassa
- Kef Lahmar
- Cheguig